# 萊奧爾達鄉
47°49′N 26°28′E / 47.817°N 26.467°E
萊奧爾達鄉（羅馬尼亞語：Comuna Leorda, Botoșani），是羅馬尼亞的鄉份，位於該國東北部，由博托沙尼縣負責管轄，面積42平方公里，海拔高度170米，2007年人口2,736，人口密度每平方公里66人。